# Peter McNamara
Pour les articles homonymes, voir McNamara.
Peter McNamara, né le 5 juillet 1955 à Melbourne et mort le 20 juillet 2019 à Sonthofen en Allemagne,, est un joueur de tennis australien, professionnel entre 1975 et 1987.
Excellent joueur de double avec Paul McNamee, il interrompt sa carrière dès l'âge de 27 ans, à la suite d'une grave blessure à un genou survenue au Tournoi de Rotterdam en 1983. Entraîneur national au Canada et commentateur à la télévision canadienne, il reprend la compétition à la fin de l'année 1984 avec quelques succès en double.

## Carrière
Professionnel depuis le milieu des années 1970, Peter McNamara perce sur le circuit ATP en 1979 lorsqu'il remporte son premier titre en double à Nice en avril avec Paul McNamee, puis un second en simple deux mois plus tard à Berlin, ce qui lui permet de rentrer dans le top 50 en fin de saison. En 1980, il s'impose à Bruxelles et au tournoi Challenger de Zell am See et atteint en fin d'année les demi-finales de l'Open d'Australie. Sa saison 1981 est marquée par une finale à la World Team Cup face à la Tchécoslovaquie malgré sa victoire en simple sur Ivan Lendl. Il enchaîne par un succès aux Internationaux de Hambourg où il bat le n°3 mondial Jimmy Connors en finale. Il parvient également en quart de finale à Wimbledon, battu par Björn Borg.
Il réalise l'une de ses meilleures saison en 1982 puisqu'il se qualifie pour cinq finales dont celle de Delray Beach en janvier et de Tokyo Indoors en octobre. Également quart de finaliste à Roland-Garros après être venu à bout d'Andrés Gómez, il reçoit en fin d'année la récompense du joueur s'étant le plus amélioré au cours de l'année (Most Improved Player of the year). Il confirme ses bons résultats début 1983 en s'adjugeant son plus grand titre au Brussels Indoor en mars contre le n°1 mondial Ivan Lendl, ce qui lui permet d'atteindre la 7e place au classement ATP. Cependant, la semaine suivante, il se rompt les ligaments du genou à Rotterdam, ce qui l'oblige à mettre un terme à sa saison. Espérant pouvoir rejouer sans opération, sa récupération s'avère plus difficile que prévu. Ce n'est finalement qu'après près de 21 mois d'absence qu'il rejoue lors de l'Open d'Australie 1984 où il perd en quatre sets contre Tim Gullikson. En 1985, il obtient ses principaux résultats en double avec notamment une demi-finale à Wimbledon. Il prend sa retraite deux ans plus tard.
Peter McNamara a formé avec son compatriote Paul McNamee une paire de double prolifique au début des années 1980, qui s'est distinguée en remportant trois tournois du Grand Chelem, dont le tournoi de Wimbledon en 1980 contre Bob Lutz et Stan Smith, puis en 1982 face aux redoutables Peter Fleming et John McEnroe. Ils ont ainsi remporté ensemble un total de 14 tournois dont le Masters Doubles WCT en 1981 et l'Open de Monte-Carlo en 1982. Il a par ailleurs disputé la finale du Masters de double à New York en 1981.
Il a fait partie de l'équipe d'Australie de Coupe Davis, trois fois demi-finaliste entre 1980 et 1986, et a enregistré des victoires sur des joueurs tels que Corrado Barazzutti, Yannick Noah ou encore Mats Wilander.
Il meurt d'un cancer de la prostate le 20 juillet 2019 dans sa résidence en Allemagne.

## Parcours dans les tournois duGrand Chelem

### En simple
| Année | Open d'Australie | Open d'Australie | Internationaux de France | Internationaux de France | Wimbledon       | Wimbledon  | US Open        | US Open   | Open d'Australie | Open d'Australie |
| ----- | ---------------- | ---------------- | ------------------------ | ------------------------ | --------------- | ---------- | -------------- | --------- | ---------------- | ---------------- |
| 1975  | 1/8 de finale    | T. Roche         | —                        | —                        | 1er tour (1/64) | Edmondson  | —              | —         | n.o.             | n.o.             |
| 1976  | 1er tour (1/32)  | T. Little        | —                        | —                        | —               | —          | —              | —         | n.o.             | n.o.             |
| 1977  | 1er tour (1/32)  | A. Ashe          | —                        | —                        | —               | —          | —              | —         | 1er tour (1/32)  | Ti. Gullikson    |
| 1978  | n.o.             | n.o.             | —                        | —                        | 2e tour (1/32)  | B. Borg    | —              | —         | 1/8 de finale    | P. Kronk         |
| 1979  | n.o.             | n.o.             | 1er tour (1/64)          | L. Sanders               | 2e tour (1/32)  | R. Tanner  | —              | —         | 1/8 de finale    | G. Vilas         |
| 1980  | n.o.             | n.o.             | 1/8 de finale            | C. Barazzutti            | 1er tour (1/64) | W. Maher   | 3e tour (1/16) | B. Borg   | 1/2 finale       | B. Teacher       |
| 1981  | n.o.             | n.o.             | 1/8 de finale            | I. Lendl                 | 1/4 de finale   | B. Borg    | 3e tour (1/16) | B. Manson | 1/4 de finale    | Edmondson        |
| 1982  | n.o.             | n.o.             | 1/4 de finale            | J. L. Clerc              | 1er tour (1/64) | C. Hooper  | —              | —         | —                | —                |
| 1983  | n.o.             | n.o.             | —                        | —                        | —               | —          | —              | —         | —                | —                |
| 1984  | n.o.             | n.o.             | —                        | —                        | —               | —          | —              | —         | 1er tour (1/64)  | Ti. Gullikson    |
| 1985  | n.o.             | n.o.             | 1er tour (1/64)          | J. Higueras              | 1er tour (1/64) | J. McEnroe | —              | —         | 1er tour (1/64)  | A. Mansdorf      |
| 1986  | n.o.             | n.o.             | —                        | —                        | —               | —          | —              | —         | n.o.             | n.o.             |
| 1987  | 1er tour (1/64)  | S. Davis         | —                        | —                        | —               | —          | —              | —         | n.o.             | n.o.             |

N.B. : à droite du résultat se trouve le nom de l'ultime adversaire.

### En double
| Année | Open d'Australie          | Open d'Australie       | Internationaux de France  | Internationaux de France | Wimbledon                | Wimbledon                | US Open                 | US Open               | Open d'Australie           | Open d'Australie     |
| ----- | ------------------------- | ---------------------- | ------------------------- | ------------------------ | ------------------------ | ------------------------ | ----------------------- | --------------------- | -------------------------- | -------------------- |
| 1975  | 1er tour (1/16) T. Dawson | J. Alexander P. Dent   | —                         | —                        | —                        | —                        | —                       | —                     | n.o.                       | n.o.                 |
| 1976  | 1er tour (1/16) C. Kachel | Carmichael K. Rosewall | —                         | —                        | 1er tour (1/32) Drewett  | R. Drysdale J. Smith     | —                       | —                     | n.o.                       | n.o.                 |
| 1977  | 1er tour (1/16) McNamee   | C. Pasarell Van Dillen | 1er tour (1/32) J. Meyers | P. Barthes Naegelen      | —                        | —                        | —                       | —                     | 1er tour (1/16) J. Trickey | S. Ball K. Warwick   |
| 1978  | n.o.                      | n.o.                   | 2e tour (1/16) Rocavert   | W. Fibak T. Okker        | 1er tour (1/32) Rocavert | J. Hagey T. Wilkison     | —                       | —                     | 1er tour (1/16) McNamee    | A. Jarrett J. Smith  |
| 1979  | n.o.                      | n.o.                   | 1/8 de finale J. Lloyd    | R. Case P. Dent          | 2e tour (1/16) Borowiak  | J. Alexander P. Dent     | —                       | —                     | Victoire McNamee           | C. Letcher P. Kronk  |
| 1980  | n.o.                      | n.o.                   | 1/8 de finale McNamee     | B. Manson B. Taróczy     | Victoire McNamee         | R. Lutz S. Smith         | 1/2 finale McNamee      | P. Fleming J. McEnroe | Finale McNamee             | Edmondson K. Warwick |
| 1981  | n.o.                      | n.o.                   | 1/4 de finale McNamee     | Günthardt B. Taróczy     | 1/2 finale McNamee       | R. Lutz S. Smith         | Finale Günthardt        | P. Fleming J. McEnroe | 1/4 de finale McNamee      | H. Pfister J. Sadri  |
| 1982  | n.o.                      | n.o.                   | —                         | —                        | Victoire McNamee         | P. Fleming J. McEnroe    | —                       | —                     | —                          | —                    |
| 1983  | n.o.                      | n.o.                   | —                         | —                        | —                        | —                        | —                       | —                     | —                          | —                    |
| 1984  | n.o.                      | n.o.                   | —                         | —                        | —                        | —                        | —                       | —                     | 1er tour (1/32) McNamee    | Bo. Becker A. Maurer |
| 1985  | n.o.                      | n.o.                   | 2e tour (1/16) McNamee    | S. Meister E. Teltscher  | 1/2 finale McNamee       | Günthardt B. Taróczy     | 1/8 de finale McNamee   | K. Flach R. Seguso    | 2e tour (1/16) L. Shiras   | S. Denton S. Stewart |
| 1986  | n.o.                      | n.o.                   | —                         | —                        | 1/8 de finale McNamee    | P. Annacone van Rensburg | 1er tour (1/32) McNamee | C. Dunk E. Teltscher  | n.o.                       | n.o.                 |
| 1987  | 2e tour (1/16) McNamee    | D. Cahill Kratzmann    | 1er tour (1/32) McNamee   | B. Scanlon C.-U. Steeb   | 1er tour (1/32) McNamee  | R. Leach T. Pawsat       | —                       | —                     | n.o.                       | n.o.                 |

N.B. : le nom du ou de la partenaire se trouve sous le résultat ; le nom des ultimes adversaires se trouve à droite.

## Participation aux Masters

### En double
| Année | Ville    | Surface         | Partenaire   | Résultats | Résultat final |
| ----- | -------- | --------------- | ------------ | --------- | -------------- |
| 1980  | New York | Moquette indoor | Paul McNamee | 1v, 1d    | Finaliste      |
| 1981  | New York | Moquette indoor | Paul McNamee | 0v, 1d    | Demi-finaliste |